# Gruppe Wohn- und Geschäftshäuser Westerreihe 7 und 9
Die Gruppe Wohn- und Geschäftshäuser Westerreihe 7 und 9 in der niedersächsischen Kreisstadt Cuxhaven im Landkreis Cuxhaven stammt aus der Mitte des 20. Jahrhunderts.
Aktuell (2024) wird sie durch Wohnungen genutzt.
Die Gebäude stehen unter Denkmalschutz (siehe auch Liste der Baudenkmale in Cuxhaven).

## Geschichte und Beschreibung
Die Straße Westerreihe verläuft in West-Ost-Richtung von der Altenwalder Chaussee (B 73) zur Südersteinstraße. Sie war Teil eines Verbindungsweges zwischen Ritzebüttel und dem Weg nach Süderwisch und Altenwalde. Sie wurde benannt nach der westlichen Siedlungsreihe des Siedlungsraumes Westerende, des westlichen Teils von Ritzebüttel.
Die Gruppe der zwei traufständigen viergeschossigen unterkellerten und verputzten Mehrfamilienhäuser mit Satteldächern entstand 1909 nach Plänen von S. Sörensen als schlichte verbundene Häuser mit rechteckigen Fenstern in den Obergeschossen, barockisierendem Dekor an Tür- und Fensterzonen, rundbogigen Öffnungen im EG sowie geschossteilendem Gesims. Sie besteht aus der
- der Nr. 7, dem 6-achsigen Eckgebäude mit markanter fünfgeschossiger gerundeter Eckausbildung und[2]
- der Nr. 9, dem 10-achsigen Mehrfamilienhaus.[3]

Das Landesdenkmalamt befand u. a.: „… Die identische Durchbildung mit barockisierendem Dekor an Tür- und Fensterzonen ist qualitätvoll gearbeitet und gut überkommen …“